# Carpainter
Carpainter（カーペインター）は、日本のDJ、電子音楽ミュージシャン・音楽プロデューサー・トラックメイカー。神奈川県生まれのオランダ育ち。東京に拠点を置くレコードレーベル、TREKKIE TRAXの創設者の一人。

## 略歴
2012年に自らが立ち上げたTREKKIE TRAXからデビューEPをフリーダウンロードでリリース。その後、日本のMaltine RecordsやフィンランドのTop Billin、イギリスのL2S、Heka Trax、Activia Benzなどのレーベルから国内外を問わず楽曲をリリース、中国や韓国、アメリカでのDJツアーを敢行した。
ポーター・ロビンソン、tofubeats、初音ミク、東京女子流、カプコンなどのアーティスト・企業へのリミックス提供なども行う。
m-floのメンバーであるTaku Takahashiが局長を務めるインターネットラジオ局、block.fmでは、実兄のSeimei、DJのandrewとMasayoshi Iimoriといったレーベルメイトと最新のベースミュージックを中心としたプログラム「TREKKIE TRAX RADIO」のパーソナリティも担当。
2016年には、『仮面ライダーエグゼイド』の主題歌である、三浦大知の『EXCITE』の作曲を手掛け、オリコン週間シングルランキングで初登場1位を獲得した。

## アルバム
- Out Of Resistance (2015年)
- Out Of Resistance Remixes (2015年)
- Noble Arts (2016年)
- Returning (2017年)
- Future Legacy (2019年)

## EP
- Carpainter (2012年)
- Double Rainbow (2013年)
- Gravity Fails (2013年)
- WAR DUB FROM THE NEW WORLD (2013年)
- Jubilate (2014年)
- Saltflake Snow (2014年)
- Digital Harakiri (2015年)
- Amazing!!! (with Maxo) (2015年)
- BrokY (2015年)
- Noble Arts (2016年)
- Browser Crasher (2016年)
- Geofront (2016年)
- Go To Work feat. TT The Artist (2017年)
- Orange Wind (2017年)
- PAM feat. Onjuicy (2017年)
- Changeling Life (2017年)
- Orient (2018年)
- Declare Victory (2019年)
- SUPER DANCE TOOLS VOL.1 (2020年)

## 関連人物
- 岩竹徹[12]